# Bandidus abditus
Bandidus abditus är en insektsart som först beskrevs av Walker 1853.  Bandidus abditus ingår i släktet Bandidus och familjen myrlejonsländor. Inga underarter finns listade i Catalogue of Life.